# Elaine Caswell
Elaine Caswell is een zangeres die te horen is op vele opnames en liveoptredens.

## Jim Steinman
In de loop der jaren zong Caswell op verschillende demo's van de componist en tekstschrijver Jim Steinman, waarvan er vele zijn gepubliceerd, waaronder de demo's voor de nummers "Braver Than We Are", "Vampires in Love" (dit is een duetversie van "Total Eclipse of the Heart" uit Dance of the Vampires) en een klein gedeelte van de demo voor "In the Land of the Pig The Butcher Is King".

### Pandora's Box
Caswell was een van de vier vermelde artiesten op het album Original Sin uit 1989 van de groep Pandora's Box. Het volledige album werd geproduceerd en, op twee nummers na, geschreven door de bedenker van de groep, Jim Steinman. Caswell deed de leadzang voor de oorspronkelijke versie van de nummers "It's All Coming Back To Me Now" en "It Just Won't Quit". Hoewel het album niet een commercieel succes was, werden deze twee nummers later met groot succes door andere artiesten gecoverd. "It's All Coming Back To Me Now" werd een hitsingle voor Céline Dion in 1996 als de "BMI Song of the Year". "It Just Won't Quit" werd uitgebracht als een nummer op het meerdere malen platina-album Bat Out of Hell II: Back Into Hell van Meat Loaf. Caswell was te zien in de muziekvideo's van Pandora's Box en de video voor "It's All Coming Back To Me Now".

### The Dream Engine
Caswell was een van de zangeressen van The Dream Engine, een muziekgroep die de nummers van Jim Steinman speelde en opnam. Bij hun liveoptredens deed ze de leadzang van de nummers "It's All Coming Back To Me Now", "Holding Out for a Hero" en "Total Eclipse of the Heart", een van de vier leadzanggedeeltes van het nummer "We're Still The Children We Once Were", "Loving You's a Dirty Job but Somebody's Gotta Do It" als een duet met Rob Evan en de achtergrondzang, waar nodig, voor vele andere nummers die gespeeld werden door The Dream Engine. Dit project heeft geen liveoptredens meer gedaan en is niet meer publiekelijk actief geweest sinds 2006 met uitzondering van een website en een MySpace pagina.

## Joe Jackson
In de jaren 80 zong Caswell tijdens de wereldtournee van Joe Jackson. Op het album Body and Soul van Jackson deed Caswell de vrouwelijke leadzang in het duet in "Happy Ending". Ze was ook te zien in de muziekvideo van dat nummer.

## Studioalbums
Caswell deed de achtergrondzang voor veel studioalbums, waaronder albums van Cher, Céline Dion, Meat Loaf, Bonnie Tyler, Phyllis Hyman, John Waite en Jennifer Rush.

## Andere liveoptredens
Caswell zong live met vele artiesten, waaronder Cyndi Lauper, Little Richard, Bonnie Raitt, Nona Hendryx, Darlene Love, Marc Shaiman en meer. Ze zong ook eenmalig het Amerikaanse volkslied in het Shea Stadium als intro voor een Major League Baseball game tussen de New York Mets en de Pittsburgh Pirates.

## Televisie
Caswell zong bij veel van haar televisieoptredens, waaronder The Late Show With David Letterman, met Buddy Guy en Ronnie Spector, met Joe Jackson bij de Top of the Pops, het nummer "Christmas Time for the Jews" met Billy Joel bij Saturday Night Live (seizoen 39, aflevering 9), met Ivan Neville bij Late Night With Conan O'Brien en een nummer voor Tanner On Tanner. Caswell zong ook nummers voor de Engelstalige Sesamstraat, ze was achtergrondzangeres voor de nummers "Everything Changes" en "Viridian City" in de Engelse versie van Pokémon, deed ze de leadzang van een slotnummer voor de Engelstalige Pokémon (seizoen 3, aflevering 41).

## Films
Caswell zong in het nummer "You Don’t Own Me" voor de soundtrack voor de film The First Wives Club en zong het nummer "Dreamers" voor de soundtrack van Age Isn't Everything. Ook was ze te zien in A Walk to Remember als deel van het koor.

## Advertenties
Caswell zong in vele reclamespotjes, waaronder voor Sears, Dr. Pepper, Chrysler-Plymouth, Pontiac, Pepsi, Nutri-System, Royal Caribbean, Cotton, Hasbro, Burger King, Hershey's Twizzlers, Kellogg's, Folgers, Navy en vele andere.

## NPO Radio 2 Top 2000
| Nummer met noteringen in de NPO Radio 2 Top 2000 | '07  | '08-'09 | '10  | '11 | '12  | '13  | '14  | '15  |
| ------------------------------------------------ | ---- | ------- | ---- | --- | ---- | ---- | ---- | ---- |
| Happy Ending (met Joe Jackson)                   | 1663 | -       | 1788 | -   | 1780 | 1959 | 1900 | 1918 |

1. ↑  Een '-' betekent dat het nummer niet was genoteerd en een vetgedrukt getal geeft de hoogste notering aan.
2. ↑  2007 was het eerste jaar met een notering voor dit nummer.
3. ↑  Deze tabel is bijgewerkt tot en met de laatste editie (2024).